# El tinto elemento
El tinto elemento es el quinto álbum de la banda chilena Chancho en Piedra. En el año 2002 luego de todo el éxito de Marca Chancho la banda se concentró en su nueva producción la cual grabaron en Estudios del Sur. Es un disco más maduro pero sin dejar de lado la esencia que caracteriza a la banda. Éste incluye temas como «El impostor», «Animales disfrazados», «Invitación», «Niño peo» y «Porque el chileno es así», el cual, apela a la actitud del chileno tipo, y hace un llamado a la conciencia, para llegar a realizar un cambio de actitud, y dejar de ser mediocres en cada actuar de la vida. Esa clase de versos conecta al grupo chileno con el ingenio picante y patente en el título de este disco. 

## Lista de canciones
| El tinto elemento |                               |          |  |
| N.º               | Título                        | Duración |  |
| 1.                | «Allegro»                     | 2:55     |  |
| 2.                | «Animales disfrazados»        | 3:56     |  |
| 3.                | «El impostor»                 | 4:06     |  |
| 4.                | «Baldor»                      | 5:01     |  |
| 5.                | «Tamalalacosa»                | 2:58     |  |
| 6.                | «Todo el mundo querrá partir» | 3:33     |  |
| 7.                | «Hombres pájaro»              | 0:25     |  |
| 8.                | «Porque el chileno es así»    | 3:09     |  |
| 9.                | «Eso ya se ha visto»          | 4:22     |  |
| 10.               | «Niño peo»                    | 3:23     |  |
| 11.               | «Invitación»                  | 6:26     |  |
| 12.               | «Inglishzong»                 | 3:38     |  |
| 13.               | «Completada techno»           | 3:46     |  |
| 14.               | «Las aventuras del perrito»   | 0:45     |  |
| 15.               | «Lassio»                      | 3:37     |  |
| 16.               | «El juego»                    | 4:19     |  |
| 17.               | «Pascuero»                    | 3:30     |  |
| 18.               | «La noche de San Juan»        | 5:50     |  |

## Single/Video
1. «Niño peo» (Single/Video)
2. «El impostor» (Single/Video)
3. «Animales disfrazados» (Single/Video)
4. «Inglishzong» (Single)

- Datos: Q5826891